# (36446) Cinodapistoia
(36446) Cinodapistoia ist ein Asteroid des Hauptgürtels, der am 22. August 2000 von den italienischen Astronomen Luciano Tesi und Andrea Boattini in San Marcello Pistoiese entdeckt wurde.
Der Himmelskörper wurde am 21. Juli 2005 nach dem italienischen Dichter Cino da Pistoia benannt.